# 文昌殿
文昌殿位于安徽省黄山市绩溪县县城华阳镇适之路北端西侧，1997年，公布为绩溪县文物保护单位。2017年3月30日，公布为宣城市文物保护单位。
文昌殿是祭拜文昌帝君的庙宇。目前建筑为清代所建，包括前后两厅和两廊庑，辟为胡雪岩纪念馆。